# Władimir Bill-Biełocerkowski
Władimir Naumowicz Bill-Biełocerkowski, ros. Владимир Наумович Билль-Белоцерковский (ur. 9 stycznia 1885 w Aleksandrii, zm. 10 marca 1970 w Moskwie) – rosyjski i radziecki dramaturg i pisarz, w młodości robotnik; Zasłużony Działacz Sztuk RFSRR.

## Życiorys
Władimir Bill-Biełocerkowski urodził się 9 stycznia 1885 roku w ukraińskiej Aleksandrii. Ukończył trzyklasową szkołę miejską. W młodości przez osiem lat pływał jako marynarz rosyjskiej i angielskiej marynarki handlowej, następnie przez siedem lat mieszkał w Stanach Zjednoczonych, gdzie pracował jako robotnik. Do Rosji wrócił po rewolucji lutowej i od razu wstąpił do WKP(b). Zmobilizowany w sierpniu 1917 roku, brał udział w rewolucji październikowej i walczył w wojnie domowej, w której został ranny. W 1918 roku debiutował jako dziennikarz, potem zaczął tworzyć opowiadania i sztuki. Jako aktywista partyjny pracował w Symbirsku i na Kubaniu. Należał do ugrupowań literackich Proletkult i Kuznica. W 1920 roku wydał swoje wspomnienia z podróży po świecie Śmiech przez łzy, a popularność zdobył dzięki sztukom o tematyce politycznej i komediom.

## Wybrane utwory
- Śmiech przez łzy (1920)[2]
- Echo (1924)[2]
- Lewo ster (1925)[2]
- Sztorm (1925)[1]
- Spokój (1927)[2]
- Księżyc z lewej (1928)[2]
- Głos z głębi (1929)[2]
- Życie wzywa (1934)[2]
- Kolor skóry (1948)[1]
- Trzy befsztyki z dodatkami (1950)[1]
- Opowiadania (1952)[1]
- Put' żyzni (1959)[1]

## Odznaczenia
- Zasłużony Działacz Sztuk RFSRR (1935)[4]